# 麦克唐纳诉芝加哥案
麦克唐纳诉芝加哥案（McDonald v. Chicago）是美国联邦最高法院判决的关于枪支管理的一件具有重要意义的诉讼案。最高法院最后以5票支持、4票反对的结果作出裁决，认为受到美国宪法第二修正案保护的个人携带武器的权利，根据第十四修正案正当法律程序，同样适用于各州。同时，这一判决还厘清了哥伦比亚特区诉赫勒案（District of Columbia v. Heller）后关于各州持抢权利的疑问。
美国第七巡回上诉法院最初以美国诉克鲁克香克案（United States v. Cruikshank）、普雷瑟诉伊利诺伊州案（Presser v. Illinois）、米勒诉德克萨斯州案（Miller v. Texas）等判例为据，在国家步枪协会诉芝加哥案（NRA v. Chicago）中，支持芝加哥市禁止手枪、限制步枪与猎枪的相关条例。2010年6月28日，最高法院推翻了第七巡回上诉法院的判决，并将此案发回上诉法院重审。